# Laurent Delorge
Laurent Delorge (ur. 21 lipca 1979 w Leuven) – belgijski piłkarz występujący na pozycji pomocnika.
Po swoim debiutanckim sezonie w Eerste Klasse, w którym to zdobył pięć bramek dla AA Gent został sprzedany do występującego w Premier League angielskiego Coventry City. Jednak dopiero w sezonie 2001/2002 zadebiutował na angielskich boiskach, a miało to miejsce już po spadku Coventry do Football League Championship. Wkrótce zainteresowało się nim Lierse SK i Delorge powrócił do kraju, stając się ważnym graczem pierwszego zespołu. Trzy lata później podpisał kontrakt z RSC Anderlecht. Grał w nim tylko przez jeden sezon, po którym to przeniósł się do holenderskiego ADO Den Haag. Wkrótce zespół spadł do drugiej ligi. 10 maja 2007 Delorge podpisał dwuletni kontrakt z Ajaksem Amsterdam. Nie przebił się tam jednak do wyjściowej jedenastki, w efekcie czego zimą 2009 odszedł do Rody Kerkarde.

## Statystyki
| Sezon   | Klub           | Rozgrywki         | Występy | Gole |
| ------- | -------------- | ----------------- | ------- | ---- |
| 1998/99 | AA Gent        | Eerste Klasse     | 10      | 5    |
| 1998/99 | Coventry City  | FA Premier League | 0       | 0    |
| 1999/00 | Coventry City  | FA Premier League | 0       | 0    |
| 2000/01 | Coventry City  | FA Premier League | 0       | 0    |
| 2001/02 | Coventry City  | Championship      | 28      | 4    |
| 2002/03 | Coventry City  | Championship      | 2       | 0    |
| 2002/03 | Lierse SK      | Eerste Klasse     | 10      | 2    |
| 2003/04 | Lierse SK      | Eerste Klasse     | 30      | 4    |
| 2004/05 | Lierse SK      | Eerste Klasse     | 27      | 5    |
| 2005/06 | RSC Anderlecht | Eerste Klasse     | 12      | 0    |
| 2006/07 | ADO Den Haag   | Eredivisie        | 28      | 5    |
| 2007/08 | AFC Ajax       | Eredivisie        | 4       | 0    |
| 2008/09 | AFC Ajax       | Eredivisie        | 0       | 0    |
| 2008/09 | Roda Kerkrade  | Eredivisie        | 15      | 1    |
| 2009/10 | Roda Kerkrade  | Eredivisie        | 28      | 0    |
| 2010/11 | Roda Kerkrade  | Eredivisie        | 27      | 4    |
| 2011/12 | Roda Kerkrade  | Eredivisie        | 20      | 1    |
| 2012/13 | Roda Kerkrade  | Eredivisie        | 15      | 1    |